# Плащ і Кинджал
 «Плащ і Кинджал» (англ. Cloak & Dagger) - американський супергеройський телесеріал на основі коміксів Marvel про дует двох підлітків, Тенді Боуен і Тайрона Джонсона, у яких з'являються надздібності, коли герої випадково стикаються один з одним. Серіал є частиною Кінематографічного всесвіту Марвел. Зйомки серіалу почалися 10 лютого 2017 року Луїзіані. Прем'єра серіалу відбулася 7 червня 2018 року на телеканалі Freeform. Серіал продовжили на другий сезон, прем'єра якого відбулася 4 квітня 2019 року. 24 жовтня 2019 року серіал був закритий.

## Синопсис
Тенді Боуен і Тайрон Джонсон походять з абсолютно різних верств суспільства, ніщо не пов'язувало їх до того самого дня, коли стався вибух на нафтовій платформі, що відняв у них улюблених людей.
Маленька дівчинка із забезпеченої сім'ї Тенді Боуен бачила, як її батько гине, потрапивши в аварію під час вибуху на нафтовій платформі. Тепер, в підлітковому віці, після несподіваного пробудження її здібностей і зустрічі з хлопчиком на ім'я Тайрон Джонсон, її життя змінюється назавжди.
В юності Тайрон Джонсон хотів лише довести, що він безстрашний. Але, після смерті брата, Тайрон став боятися. У підліткові роки Тайрон замикається в собі. Після пробудження його незвичайних здібностей і зустрічі з дівчиною на ім'я Тенді, його життя змінюється назавжди.

## Сюжет
Тенді Боуен і Тайрон Джонсон - двоє підлітків з різних верств суспільства, які недавно дізналися про своїх суперздатності. Тенді може випромінювати світлові кинджали, а Тайрон може переміщатися в просторі. Вони швидко розуміють, що разом їм краще, ніж порізно, але їхні почуття по відношенню один до одного роблять їх вже складний світ ще більш заплутаним.

## У ролях
= Головна роль в сезоні 
     = Другорядна роль в сезоні 
     = Гостьова роль в сезоні 
     = Не з'являється 

### Основні персонажі
| Олівія Голт     | Тенді Боуен/Кинджал    | 10 | 10 | 20 |
| Обрі Джозеф     | Тайрон Джонсон/Плащ    | 10 | 10 | 20 |
| Глорія Рубен    | Адіна Джонсон          | 8  | 9  | 17 |
| Андреа Рот      | Мелліс Боуен           | 7  | 7  | 14 |
| Дж.Д. Евермор   | Джеймс Коннорс         | 8  | 6  | 14 |
| Майлз Массенден | Отіс Джонсон           | 8  | 5  | 13 |
| Карл Лунстенд   | Ліам Волш              | 4  | 1  | 5  |
| Емма Лаха       | Бріджит О'Рейлі/Мейхью | 7  | 10 | 17 |
| Джеймі Зеваллос | батько Дельгадо        | 3  | 3  | 6  |
| Всього епізодів | Всього епізодів        | 10 | 10 | 20 |

- Олівія Голт - Тенді Боуен/Кинджал, дівчина, яка випромінює кинджали світла.
- Обрі Джозеф - Тайрон Джонсон/Плащ, юнак, що переміщається в просторі.
- Глорія Рубен - Адіна Джонсон, мама Тайрона яка вкладає значні кошти в те, щоб у її сина було гарне майбутнє.
- Андреа Рот - Мелліс Боуен, мама Тенді.
- Джон Деніел Евермор - Джеймс Коннорс, детектив з Нового Орлеана.
- Майлз Массенден - Отіс Джонсон, батько Тайрона, працююча людина, який намагається забезпечити свою сім'ю.
- Карл Лунстенд - Ліам Уолш, кримінальний партнер Тенді і її бойфренд.
- Емма Лаха - Бріджит О'Рейлі, детектив з Нью-Йорка, яка вважає, що ніхто не вищий за закон, навіть поліцейські, після з'єднання з темною і світлою матерією розділилася на 2 людини - світлу сторону Бріджит і темну сторону Мейх'ю.
- Емма Лаха - Мейх'ю, клон Бріджит, створена з темної і світлої матерій, має надсилами і надшвидкість.
- Джеймі Зеваллос - батько Дельгадо, шкільний радник і священик.

### Другорядні персонажі
| Уейн Пер              | Пітер Скарборо         | 5  | 0  | 5  |
| Ноель Рені Берсі      | Евіта Фузільер         | 8  | 6  | 14 |
| Делон Дж. Холленд     | Дуейн Портер           | 4  | 1  | 5  |
| Енді Ділан            | Нейтон Боуен           | 4  | 5  | 9  |
| Маркус Клей           | Біллі Джонсон          | 4  | 2  | 6  |
| Лейн Міллер           | Кеннет Фукс            | 4  | 3  | 7  |
| Грейлен Брайант Бенкс | Чу Чу Бруссар          | 3  | 1  | 4  |
| Анджела Девіс         | Шантель Фузільер       | 5  | 4  | 9  |
| Еллі Маки             | Міна Хесс              | 5  | 3  | 8  |
| Тім Канг              | Іван Хесс              | 4  | 0  | 4  |
| Ділшад Вадсарія       | Авандалія «Лія» Деван  | 0  | 8  | 8  |
| Бруклін Маклін        | Андре Дешейн / Д'Спейр | 0  | 7  | 7  |
| Сесілія Ліл           | Мікаелла Белл          | 0  | 5  | 5  |
| Джошуа Дж. Вільямс    | Соломон                | 0  | 5  | 5  |
| Всього епізодів       | Всього епізодів        | 10 | 10 | 20 |